# 特五式内火艇
特五式内火艇 トク（とくごしきうちびてい（ないかてい） トク）は、大日本帝国海軍が1945年（昭和20年）に制式化した水陸両用戦車。
終戦直前に開発されたが、実車は完成していない。

## 概要
帝国海軍は上陸作戦用にこの種の車両を開発してきたが、水陸両用戦車であることを隠すため、「特型内火艇」（内火艇とはモーターボートのこと）と呼称した。
本車は一式中戦車を基に開発された特三式内火艇“カチ”を更に発展させたものである。ガダルカナル島の戦闘経験に基づいて、呉海軍兵器廠造船部実験部の堀元美が開発。開発当時、戦局は既に絶望的なものとなり、この種の車両は敵の上陸を水際で食い止める、あるいは敵の上陸後速やかに逆上陸を行い上陸地点を蹂躙する、といった役割が与えられた。
主砲は“カチ”車と同じく一式47mm戦車砲であるが、前者が戦車砲塔に装備し360度の全周射撃が可能なのに対し、本車は車体前面に装備している。代わりに砲塔には25mm機関銃が装備されている。25mm機関銃は大戦中帝国海軍の主力対空機関砲であるが、車両に装備した例は本車を除いてない。対人用途に使用するには強力すぎるので、浜辺に向かってくる上陸用舟艇やLVT（水陸両用輸送車両）を攻撃するためのものと考えられる。
他の特型内火艇と同じく車体前部および後部には舟形のフロートが取り付けられ、上陸後取り外すようになっている。ただし47mm砲がフロートを避けて装備されていることから、水上にいる時点で敵を攻撃できる。
生産性を考慮し、溶接構造を採用した直線的なシルエットとなっている。